# Памир (река)
Вижте пояснителната страница за други значения на Памир.
Памир е река минаваща през Афганистан и Таджикистан. Реката е приток на Пяндж.
Памир извира от планина Памир в Горнобадахшанска автономна област в източната част на Таджикистан. Започва от езеро Зоркул на височина 4130 m и оттам тече на запад, а по-късно на югозапад.